# Arado S.I
 (juin 2018).
L'Arado S.I est un avion de sport biplan allemand de l'entre-deux-guerres, qui a donné naissance à différents dérivés construits en très petite série.

## Les versions
- Arado S.I : La première réalisation de la firme Arado fut en 1925 un biplan biplace de sport à ailes décalées et moteur en étoile Bristol Lucifer de 100 ch. Exposé à la Foire de Milan en 1927, cet appareil [D-817, c/n 20] fut ensuite utilisé par le DVL de février 1928 à 1930.
  - Arado S.Ia : Deux appareils à moteur Siemens-Halske Sh.12 en étoile de 100 ch furent mis en chantier, mais un seul achevé [D-994, c/n 21]. Cet appareil, utilisé par l'école de pilotage de Berlin-Staaken, participa également au rallye aérien organisé par le journal Berliner Zeitung.
  - Arado SIb : La difficulté à trouver un moteur aboutira finalement à achever le second S.Ia avec un moteur différent, mais celui-ci n’est pas connu.
- Arado S.III : Biplace d’entraînement dont l’unique exemplaire fut vendu à la Turquie. C'était en fait un S.I avec haubanage d’entreplan modifié.
- Arado SC.I : Dérivé du S.III, le SC.I était un biplace d’entraînement réalisé en 1926. Testé à l’école de Lipetsk, il fit ensuite l’objet d’une Une série de 13 exemplaires pour la Deutsche Verkehrsfliegerschule de Berlin-Staaken à partir de mars 1928. Le dernier exemplaire fut accidenté en 1928 et reconstruit comme prototype du SC.II.
  - Arado SC.II : Le SC.I [D-1311, W/nr 37] fit un atterrissage forcé à Berlin en février 1928 alors qu’il était utilisé par l’Erprobungsstelle de Rechlin. Il fut reconstruit avec diverses modifications, principalement un moteur en ligne  BMW Va de 230 ch. Devenu prototype du modèle SC.II, il fut exposé au Salon de Paris en 1928. 10 exemplaires furent construits pour les écoles du DVS.